# Grzegorz Kołacz
Grzegorz Kołacz (Nowa Ruda; 20 de Setembro de 1966 — ) é um político da Polónia. Ela foi eleito para a Sejm em 25 de Setembro de 2005 com 6904 votos em 2 no distrito de Wałbrzych, candidato pelas listas do partido Samoobrona Rzeczpospolitej Polskiej.